# Claudio Visani
Claudio Visani (Brisighella, 30 aprile 1957) è un giornalista e scrittore italiano.

## Biografia
Romagnolo di origine, bolognese di adozione. Diplomato all'istituto commerciale "A. Oriani" di Faenza, ha frequentato la facoltà di scienze politiche a Bologna. Dal 1984 al 1999 giornalista de l'Unità, prima corrispondente da Ravenna, poi cronista politico e capo servizio a Bologna. Dal 1995 al 1998 vice capo redattore responsabile di Mattina Romagna, il giornale di cronaca locale abbinato a l'Unità. Dal 1998 al 1999 capo redattore delle cronache emiliano-romagnole de l'Unità. Dal 2000 al 2009 giornalista libero professionista per il Servizio sanitario regionale dell'Emilia-Romagna e capo ufficio stampa della Provincia di Bologna. Dal 2010 al 2015 ha collaborato con diverse testate tra cui Il Venerdì e Viaggi di Repubblica, Focus, Globalist. Per due anni, nel 2012 e 2013, ha nuovamente lavorato per l'Unità. Dal 2016 è in pensione. Ha un suo blog https://visanik.blogspot.com/, è opinionista per Globalist e scrive libri.  Vive a Bologna.

## Opere
1. 2000 - "Arriverà quel giorno", lettere dei soldati italiani dal fronte e dai campi di prigionia 1943-1945 (Pendragon)
2. 2012 - "Gli intrighi di una Repubblica", San Marino e Romagna, Ottant'anni di storia raccontata dai protagonisti (Pendragon)
3. 2017 - "I comunisti nella terra dei preti", storia e personaggi del Pci, Brisighella 1921-1991 (con Viscardo Baldi, editore Valfrido)
4. 2018 - "L'eccidio dei martiri senza nome", la strage dimenticata di Casale di Brisighella, storia, testimonianze e verità nascoste (Pendragon)
5. 2019 - "La ragazza ribelle", Annunziata Verità, storia, amori e guerra di una sopravvissuta alla fucilazione fascista (Carta Bianca)
6. 2021 - "Il Presidente di Luna Nera" (Pendragon).
7. 2024 - "L'ultima tragica cascina" (Edizioni del Loggione)

| Controllo di autorità | VIAF (EN) 17438572 · ISNI (EN) 0000 0000 4565 7074 · SBN RAVV221448 |